# Movistar
Movistar è il marchio commerciale con cui Telefónica opera in Spagna e in molti paesi dell'America Latina.
Nel 2004 Movistar ha rafforzato la propria presenza in America Latina acquisendo le attività dell'operatore statunitense BellSouth. 
Il nome Movistar fu usato in Spagna a partire dal 25 luglio 1995 per il lancio dei servizi GSM.
Dopo l'acquisto di O2 nel 2005, la società ha annunciato che il marchio O2 continuerà a essere usato in Germania, Regno Unito e Irlanda come marchio separato con la sua gestione.
Appartiene al gruppo anche la società Movistar Plus+ operante nella distribuzione in streaming via internet di film, serie televisive, pay TV e altri contenuti di intrattenimento.

## Paesi dove operano le reti Telefónica sotto il marchio Movistar
- Argentina
- Antartide
- Cile
- Colombia
- Costa Rica
- Ecuador
- El Salvador
- Guatemala
- Messico
- Perù
- Spagna
- Uruguay
- Venezuela

## Paesi dove Telefónica Móviles opera con altri marchi
- Brasile (sotto il marchio Vivo, attraverso una joint venture con Portugal Telecom)
- Regno Unito (sotto il marchio O2)
- Germania (sotto il marchio O2)
- Irlanda (sotto il marchio O2, acquisito da CK Hutchison e attualmente operante come Three)
- Repubblica Ceca (sotto il marchio O2, acquisito da PPF)
- Slovacchia (sotto il marchio O2, acquisito da PPF)

## Attività
In Spagna ha stretto accordi per fornire l'accesso alla propria rete mobile con i seguenti MVNO spagnoli:
- DIGI mobil España
- FreedomPop España
- FuturaSP Móvil Sevilla 3G
- Goufone Mòbil 4G
- Ion Mobile
- ipomovil
- Lobster Mobile
- Lycamobile España
- O2 España
- PRISCO mobile 4G
- Telecable Móvil 4G
- Tuenti Móvil España